# Retrato de Isabel de Portugal (Weyden)
O Retrato de Isabel de Portugal é uma pintura a óleo sobre madeira de Isabel de Portugal, Duquesa da Borgonha, a terceira esposa de Filipe III de Borgonha. Executada cerca de 1450, a pintura tem sido atribuída ao mestre flamengo Rogier van der Weyden, mas crê-se actualmente que seja obra de um membro do seu atelier.

## Descrição
Isabel, a duquesa de Borgonha, está sentada com as mãos cruzadas sobre o colo, transmitindo a estabilidade e confiança da sua elevada posição social. Veste um suntuoso vestido de brocado vermelho com profusão de desenhos a fio de ouro, apertado na cintura por uma faixa verde. Estranhamente, o artista não colocou simetria nos desenhos das mangas, como seria habitual nesta época. O vistoso hennin bem como os anéis e o colar refletem também a sua posição aristocrática. 
A duquesa não deve ter posado para este retrato, o que pode ter contribuído para a errónea representação do seu vestuário. Os estudiosos creem que o artista terá copiado os traços de Isabel de um retrato desaparecido de Rogier van der Weyden. A expressão suave e ligeiramente irónica da retratada e os seus dedos alongados refletem a concepção de retrato de van der Weyden.
A inscrição no canto superior esquerdo, PERSICA SIBYLLA IA, sugere que o retrato fazia parte de uma série de retratos de sibilas, identidade que contrasta sensivelmente com a da duquesa Isabel. Estudiosos estimam que alguém, que não o artista original, terá acrescentado a inscrição, bem como o fundo castanho a simular madeira, algum tempo depois do retrato ter sido pintado.

## História
Não há certeza a quem a pintura pertenceu antes de 1629. Pode ter pertencido a Alexandre d'Arenberg, duque de Croy e príncipe de Chimay, de cerca de 1590 a 1629. Foi comprado por um negociante de arte em 1883 e mais tarde vendido a Adolph Carl de Rothschild; quando este morreu em 1900, o seu filho, o Barão Maurice de Rothschild que a tinha herdado vendeu a obra a John Davison Rockefeller em 1927. Manteve-se na família Rockefeller até que foi comprada pelo Getty Center em 1978.